# Граф Лимерик

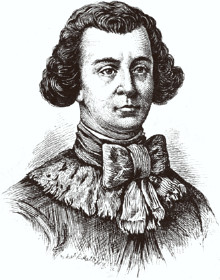
Томас Донган, 2-й граф Лимерик

Граф Лимерик (англ. Earl of Limerick) — наследственный титул в системе Пэрства Ирландии, созданный дважды в ирландской истории, в 1686 и 1803 годах.

## Первая креация
Впервые графский титул был создан в 1686 году для сэра Уильяма Донгана, 4-го баронета (ум. 1698). В случае отсутствия у него мужского потомства, титул должны были унаследовать его братья Роберт, Майкл и Томас. Он получил титул виконта Дунгана из Клейна в графстве Килдэр (пэрство Ирландии). Его единственный сын Уолтер Донган, виконт Дунган, был убит в битве на реке Бойн. В 1698 году титул унаследовал его младший брат Томас Донган, 2-й граф Лимерик (1634—1715). Он был губернатором колонии Нью-Йорк (1683—1688). В 1715 году после смерти бездетного Томаса Донгана титул графа Лимерика прервался.
В 1623 году Уолтер Донган (ум. 1626), предок 1-го графа Лимерика, получил титул баронета из Каслтауна в графстве Килдэр.

## Вторая креация
Вторично титул графа Лимерика был создан в 1803 году для Эдмунда Пери, 1-го виконта Лимерика (1758—1844). Он был сыном преподобного Уильяма Пери (1721—1794), епископа Лимерика в 1784—1794 годах. В 1790 году Уильям Сесил Пери стал пэром Ирландии, получив титул барона Глентворта из Маллоу (графство Корк). Ему наследовал его единственный сын, Эдмунд Генри Пери, 2-й барон. Он представлял Лимерик в Ирландской палате общин и был сторонником союза с Великобританией. 29 декабря 1800 года он получил титул виконта Лимерика из Лимерика, а 11 февраля 1803 года стал графом Лимериком в графстве Лимерик. Оба титула являлись пэрством Ирландии.
Первый лорд Лимерик заседал в Палате лордов Великобритании в качестве одного из 28-ми представительных ирландских пэров (1800—1844). В 1815 году он получил титул барона Фоксфорда из Стэкпол Корта в графстве Лимерик (пэрство Соединённого королевства). Его правнук, Уильям Пери, 3-й граф Лимерик (1840—1896), был консервативным политиком и занимал должность почётного капитана йоменской гвардии (1889—1892, 1895—1896). Ему наследовал его старший сын, Уильям Пери, 4-й граф Лимерик (1863—1929). Он скончался, не оставив мужского потомства, и его преемником стал его сводный брат, Эдмунд Пери, 5-й граф Лимерик (1888—1967). Он был военным и служил в качестве президента совета медицинских исследований (1952—1960). Его старший сын, Патрик Пери, 6-й граф Лимерик (1930—2003), был успешным бизнесменом. Лорд Лимерик также служил в качестве заместителя государственного секретаря торговли (1972—1974) в консервативном правительстве под руководством премьер-министра Эдварда Хита. Ему наследовал в 2003 году его сын, Эдмунд Пери, 7-й граф Лимерик (род. 1963).
Эдмунд Пери, 1-й виконт Пери (1719—1806), занимал должность спикера Ирландской палаты общин (1771—1785). Он был старшим братом 1-го барона Глентворта.
Старший сын и наследник графа Лимерика носит титул виконта Глентворта.
Фамильная резиденция графов Лимерик — замок Дромор, рядом с Палласкенри, графство Лимерик.

## Баронеты Донган из Каслтауна (1623)
- 1623—1626: Сэр Уолтер Донган, 1-й баронет (ум. 1626);
- 1626—1650: Сэр Джон Донган, 2-й баронет (ум. 1650);
- 1650—1686: Сэр Уолтер Донган, 3-й баронет (ум. 1686);
- 1686—1698: Сэр Уильям Донган, 4-й баронет (ум. 1698), граф Лимерик с 1686 года.

## Графы Лимерик, первое творение (1686)
- 1686—1698: Уильям Донган, 1-й граф Лимерик (ум. 1698), сын Джона Донгана, 2-го баронета;
- 1698—1715: Томас Донган, 2-й граф Лимерик (1634 — 14 декабря 1715), младший сын Джона Донгана, 2-го баронета. 5-й губернатор британской провинции Нью-Йорк.

## Бароны Глентворт (1790)
- 1790—1794: Уильям Сесил Пери, 1-й барон Глентворт (26 июля 1721 — 4 июля 1794), второй сын Стэкпола Пери;
- 1794—1844: Эдмунд Генри Пери, 2-й барон Глентворт (8 января 1758 — 7 декабря 1844), сын Уильяма Сесила Пери, граф Лимерик с 1803 года.

## Графы Лимерик, второе создание (1803)
- 1803—1844: Эдмунд Генри Пери, 1-й граф Лимерик (8 января 1758 — 7 декабря 1844), единственный сын Уильяма Сесила Пери;
- 1844—1866: Уильям Генри Теннисон Пери, 2-й граф Лимерик (19 октября 1812 — 5 января 1866), второй сын Генри Пери, лорда Глентворта (1789—1834) и внук 1-го графа Лимерика;
- 1866—1896: Уильям Хейл Джон Чарльз Пери, 3-й граф Лимерик (17 января 1840 — 8 августа 1896), сын предыдущего от первого брака;
- 1896—1929: Уильям Генри, Эдмунд де Вер Шеффер Пери, 4-й граф Лимерик (16 сентября 1863 — 18 марта 1929), единственный сын предыдущего от первого брака;
- 1929—1967: Эдмунд Колкахун Пери, 5-й граф Лимерик (16 октября 1888 — 4 августа 1967), сын 3-го графа Лимерика от второго брака;
- 1967—2003: Патрик Эдмунд Пери, 6-й граф Лимерик (12 апреля 1930 — 8 января 2003), старший сын предыдущего;
- 2003 — настоящее время: Эдмунд Кристофер Пери, 7-й граф Лимерик (род. 10 февраля 1963), единственный сын предыдущего;
  - Наследник: Феликс Эдмунд Пери, Виконт Глентворт (род. 16 ноября 1991), старший сын предыдущего.